# Nuoto ai Giochi della XXV Olimpiade - 100 metri rana femminili
Hanno partecipato alle batterie di qualificazione 43 atlete: le prime 8 si sono qualificate per la finale A, le successive 8 invece si sono qualificate per la finale B.

## Finale A
29 luglio 1992
| Posizione | Atleta              | Paese             | Tempo   |
| --------- | ------------------- | ----------------- | ------- |
|           | Alena Rudkoŭskaja   | Squadra Unificata | 1:08.00 |
|           | Anita Nall          | Stati Uniti       | 1:08.17 |
|           | Samantha Riley      | Australia         | 1:09.25 |
| 4         | Guylaine Coutier    | Canada            | 1:09.71 |
| 5         | Jana Doerries       | Germania          | 1:09.77 |
| 6         | Gabrielle Csepe     | Ungheria          | 1:10.19 |
| 7         | Manuela Dalla Valle | Italia            | 1:10.39 |
| 8         | Daniela Brendel     | Germania          | 1:11.05 |

## Finale B
| Posizione | Atleta           | Paese       | Tempo   |
| --------- | ---------------- | ----------- | ------- |
| 9         | Lou Xia          | Cina        | 1:10.07 |
| 10        | Magdalena Kupiec | Polonia     | 1:10.32 |
| 11        | Alicja Peczak    | Polonia     | 1:10.73 |
| 12        | Megan Kleine     | Stati Uniti | 1:11.07 |
| 13        | Kyōko Iwasaki    | Giappone    | 1:11.16 |
| 14        | Lisa Flood       | Canada      | 1:11.17 |
| 15        | Linley Frame     | Australia   | 1:11.36 |
| 16        | Lu Di            | Cina        | 1:12.07 |

## Batterie di qualificazione
- Q = Qualificate per la finale A
- q = qualificate per la finale B

| Posizione | Atleta               | Paese             | Tempo     |
| --------- | -------------------- | ----------------- | --------- |
| 1         | Alena Rudkoŭskaja    | Squadra Unificata | 1:08.75 Q |
| 2         | Anita Nall           | Stati Uniti       | 1:09.32 Q |
| 3         | Samantha Riley       | Australia         | 1:09.38 Q |
| 4         | Manuela Dalla Valle  | Italia            | 1:09.78 Q |
| 5         | Guylaine Coutier     | Canada            | 1:09.89 Q |
| 6         | Jana Doerres         | Germania          | 1:10.00 Q |
| 7         | Daniela Brendel      | Germania          | 1:10.49 Q |
| 8         | Gabriella Csepe      | Ungheria          | 1:10.58 Q |
| 9         | Alicja Peczak        | Polonia           | 1:10.60 q |
| 10        | Lou Xia              | Cina              | 1:10.74 q |
| 11        | Magdalena Kupiec     | Polonia           | 1:10.90 q |
| 12        | Lisa Flood           | Canada            | 1:10.95 q |
| 13        | Kyōko Iwasaki        | Giappone          | 1:11.00 q |
| 14        | Megan Kleine         | Stati Uniti       | 1:11.04 q |
| 15        | Lu Di                | Cina              | 1:11.58 q |
| 16        | Linley Frame         | Australia         | 1:11.58 q |
| 17        | Kyoko Kasuya         | Giappone          | 1.11.60   |
| 18        | Kira Bulten          | Paesi Bassi       | 1:11.81   |
| 19        | R. Runolfsdottir     | Islanda           | 1:12.14   |
| 20        | Elena Volkova        | Squadra Unificata | 1:12.46   |
| 21        | Brigitte Becue       | Belgio            | 1:12.82   |
| 22        | Rocio Ruiz           | Spagna            | 1:13.11   |
| 23        | S. Brownsdon         | Regno Unito       | 1:13.24   |
| 24        | Jaime King           | Regno Unito       | 1:13.32   |
| 25        | Martina Nemec        | Austria           | 1:13.44   |
| 26        | Mi Yeong Park        | Corea del Sud     | 1:13.49   |
| 27        | Britta Vestergaard   | Danimarca         | 1:13.58   |
| 28        | Jennifer Smatt       | Bermuda           | 1:13.94   |
| 29        | Lenka Manhalova      | Cecoslovacchia    | 1:13.96   |
| 30        | Audrey Guerit        | Francia           | 1:13.98   |
| 31        | Somsawan Phuvichit   | Thailandia        | 1:14.69   |
| 32        | Elena Donati         | Italia            | 1:14.70   |
| 33        | Penelope Heyns       | Sudafrica         | 1:14.99   |
| 34        | Martine Janssen      | Paesi Bassi       | 1.15.10   |
| 35        | Rikka Ukkola         | Finlandia         | 1:15.56   |
| 36        | Tannie Kaae          | Guam              | 1:16.78   |
| 37        | Barbara Pexa         | Guam              | 1:17.71   |
| 38        | Ratsifandrrihamanana | Madagascar        | 1:17.77   |
| 39        | Claudia Velasquez    | Perù              | 1:17.80   |
| 40        | Priscilla Madero     | Ecuador           | 1:20.76   |
| 41        | Nadia Sousa          | Angola            | 1:21.50   |
| 42        | Elke Talma           | Seychelles        | 1:29.91   |
|           | Phuong Nguyen Thi    | Vietnam           | SQ        |